# Gayanes
Gayanes (en valenciano y oficialmente, Gaianes) es una población de la Comunidad Valenciana, España. Situada en la falda de la sierra de Benicadell, al norte de la comarca del Condado de Cocentaina, en el norte de la provincia de Alicante. Cuenta con 585 habitantes (INE 2021).

## Geografía

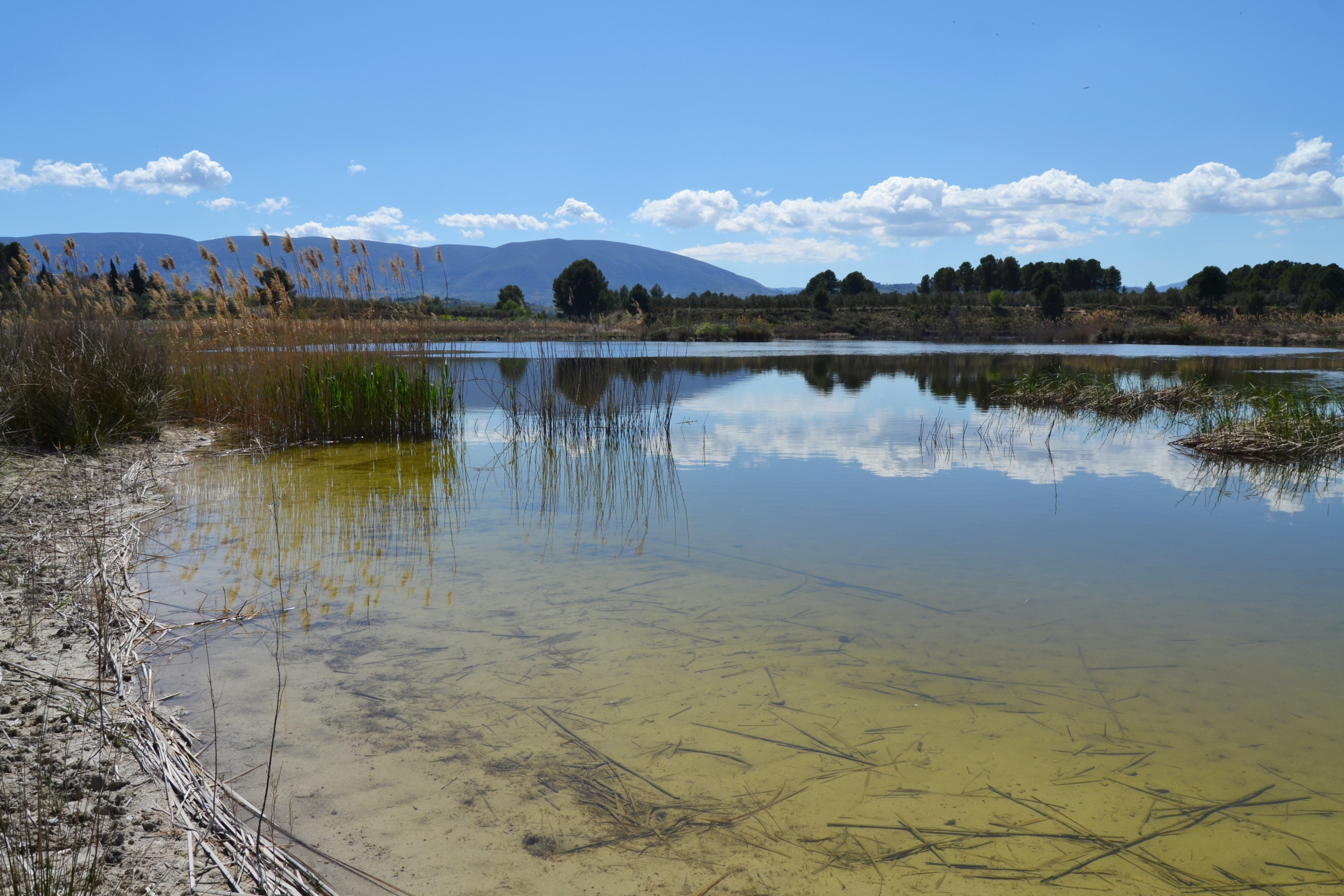
Albufera de Gayanes

Ubicada en la sierra de Benicadell en la subcomarca del valle de Perpuchente, su término es atravesado por el río Serpis. La mejor forma de acceder es la carretera que, desde Muro, lleva a Beniarrés y Lorcha.

### Localidades limítrofes
Limita con los términos municipales de Alcocer de Planes, Beniarrés, Muro de Alcoy y Planes, todos ellos de la provincia de Alicante. Además, con Beniatjar y con Otos, de la provincia de Valencia.

## Historia
Población de origen musulmán conquistada por el rey Jaime I de Aragón alrededor de 1244. Posteriormente fue propiedad de Ximén Roiç de Corella, conde de Cocentaina. En 1535 la iglesia logra la independencia de la de Cocentaina y se erige en parroquia y Gastón, sucesor de Ximén Roiç de Corella, le otorga carta puebla en 1611, tras la expulsión de los 279 moriscos que había y que dejó el pueblo desierto.
Desde 1893 a 1969 tuvo parada el Tren Alcoy Gandía, el popular "chicharra".

## Geografía humana

### Demografía
Cuenta con una población de 553 habitantes (INE 2024).
| Gráfica de evolución demográfica de Gayanes entre 1842 y 2021 |
| |
| Población de derecho según los censos de población del INE Población de hecho según los censos de población del INEEn estos censos se denominaba Gayanes: 1842, 1857, 1860, 1877, 1887, 1897, 1900, 1910, 1920, 1930, 1940, 1950, 1960, 1970, 1981 y 1991 |

| Población | 643 | 644 | 571 | 588 | 557 | 570 | 494 | 442 | 355 | 317 | 298 | 347 | 376 | 452 | 505 |

### Economía
La riqueza de Gayanes se ha basado tradicionalmente en la agricultura de secano. Actualmente, la principal fuente de ingresos de la población proviene de varias industrias del sector textil y papelero instaladas recientemente en el municipio.

## Política
|                                               |         |                                |       |         |            |            |
| Elecciones municipales del 24 de mayo de 2015 |         |                                |       |         |            |            |
| Partido                                       | Partido | Candidato                      | Votos | Votos   | Concejales | Concejales |
| Compromís                                     |         | Agustín Martínez Torregrosa    | 175   | 52,40 % | 4          | 2          |
| Partido Socialista del País Valenciano-PSOE   |         | María Ballesteros Fajardo      | 109   | 32,63 % | 2          | 1          |
| Partido Popular                               |         | Ismael Antonio Seguí Hernández | 45    | 13,47 % | 1          | 1          |
| Fuente: Ministerio del Interior (España).     |         |                                |       |         |            |            |

| Periodo   | Nombre                      | Partido   |
| --------- | --------------------------- | --------- |
| 1979-1983 | Arturo Martínez Torregrosa  | IND       |
| 1983-1987 | Arturo Martínez Torregrosa  | PSPV-PSOE |
| 1987-1991 | Arturo Martínez Torregrosa  | PSPV-PSOE |
| 1991-1995 | Arturo Martínez Torregrosa  | PSPV-PSOE |
| 1995-1999 | Arturo Martínez Torregrosa  | PSPV-PSOE |
| 1999-2003 | María Ballesteros Fajardo   | PSPV-PSOE |
| 2003-2007 | María Ballesteros Fajardo   | PSPV-PSOE |
| 2007-2011 | Ismael Seguí Hernández      | BLOC      |
| 2011-2015 | Agustín Martínez Torregrosa | Compromís |
| 2015-2019 | Agustín Martínez Torregrosa | Compromís |
| 2019-2023 | Agustín Martínez Torregrosa | Compromís |

## Monumentos de interés

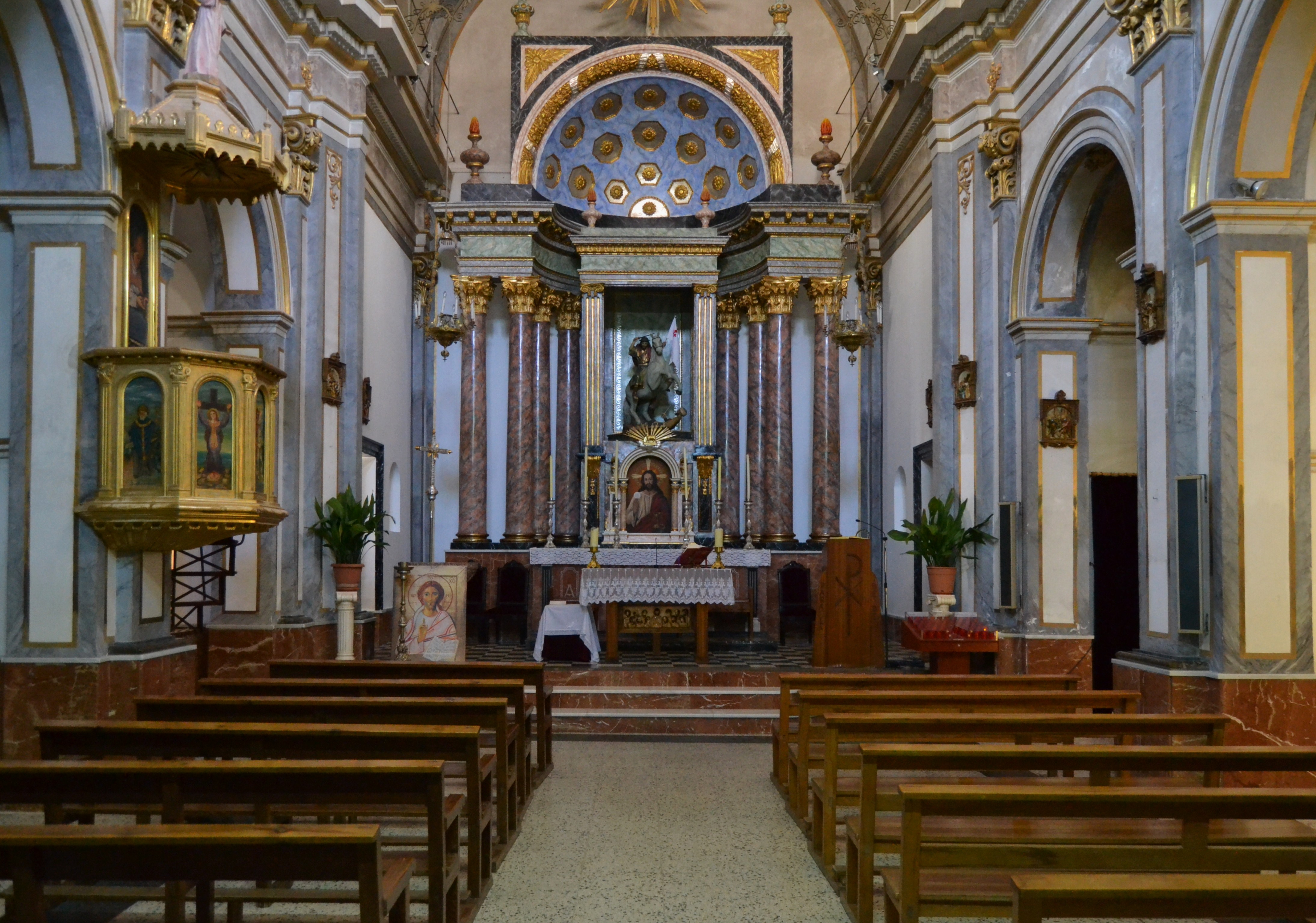
Interior de la iglesia de San Jaime Apóstol (Gayanes).

- Castillo de Gayanes. Pequeña fortaleza encargada de la vigilancia del río. Actualmente se encuentra en ruinas. Se puede observar la torre principal y algunos trozos de la muralla.

- Ayuntamiento. Instalado en una antigua casa solariega junto a la iglesia.

- Iglesia de San Jaime Apóstol (Gayanes). Edificio de interés arquitectónico. Edificada en el año 1526 sobre la antigua mezquita musulmana.

- Ermita de San Francisco de Paula (Gayanes). Data de principios del siglo XVIII. En las fiestas patronales, se realiza el domingo de fiestas la romería a la ermita, siendo un acto emotivo y llevando a san Francisco de Paula.

- Placa conmemorativa en la casa natal de Hermenegildo Vicent Ragüés, exiliado político y superviviente del campo de concentración de Mauthausen-Gusen.

## Espacios naturales
- Albufera de Gayanes. Espacio natural junto al río Serpis, en el cual habitan diferentes aves y tortugas, especial para los amantes de la naturaleza.

- Sierra de Benicadell. Formación montañosa en cuyas faldas se halla el municipio de Gayanes. Está situada entre la provincia de Alicante y la de Valencia.

- Vía verde del Serpis. Vía verde por el antiguo trazado del ferrocarril Alcoy-Gandía construido en 1892, a su paso por Gayanes.

- Río Serpis. Río que discurre por la población de Gayanes.

## Fiestas
- Fiestas Patronales. Se celebran el segundo fin de semana de septiembre en honor a la Virgen de la Luz, san Francisco de Paula y el Cristo del Amparo.